# Campobasso
Campobasso (italienisch für Unteres Feld) ist die Hauptstadt der italienischen Region Molise und der Provinz Campobasso. Die Stadt liegt im Apennin 780 Meter über dem Meeresspiegel und hat 47.418 Einwohner (Stand 31. Dezember 2023) auf einer Fläche von ca. 55 km².
Die Nachbargemeinden sind Busso, Campodipietra, Castropignano, Ferrazzano, Matrice, Mirabello Sannitico, Oratino, Ripalimosani, San Giovanni in Galdo und Vinchiaturo.
Durch den Schriftsteller Jan Weiler und seine beiden Romane „Maria, ihm schmeckt's nicht“ und „Antonio im Wunderland“ erreichte der Ort im deutschen Sprachraum eine gewisse Bekanntheit.

## Geschichte
Ursprung und Gründung der Stadt liegen weitgehend im Dunkeln. Vermutlich wurde sie vor dem 8. Jahrhundert als befestigtes Lager von Langobarden am Fuße des heutigen Burgberges angelegt. Ursprünglich wurde der Ort „Campus vassorum“ genannt.
Nachdem die Normannen im 11. Jahrhundert das südliche Italien erobert hatten, entwickelte sich die Siedlung zum Handels- und Verwaltungszentrum. Zwischen 1330 und 1745 herrschten die Monforte-Gambatesa über die Stadt. Sie ließen das Schloss und eine Münze errichten. Später gehörte die Stadt den Di Capua, Gonzaga, Vitagliano, Carafa und verschiedenen römischen Familien. 1927 wurde die Kathedrale von Campobasso Sitz des Erzbistums Campobasso-Boiano.

## Städtepartnerschaften
- Ottawa, Kanada
- Wladimir, Russland[2]
- Banja Luka, Bosnien und Herzegowina
- Vastogirardi, Italien

## Söhne und Töchter der Stadt
- Achille Sannia (1822–1892), Mathematiker und Senator
- Enrico D’Ovidio (1842–1933), Mathematiker
- Francesco D’Ovidio (1849–1925), Romanist
- Alessandro Pirzio Biroli (1877–1962), General und Olympiateilnehmer im Fechten
- Cipriano Facchinetti (1889–1952), Politiker (PRI)
- Alberto Bonucci (1918–1969), Schauspieler
- Fred Bongusto (1935–2019), Sänger und Komponist
- Tony Dallara (* 1936), Sänger und Fernsehstar
- Roberto Antonelli (* 1938), Schauspieler
- Alberto Dell’Acqua (* 1938), Schauspieler
- Aldo Vendemiati (* 1961), Philosoph
- Francesca Colavita (* 1990), Biologin

## Stadtansichten

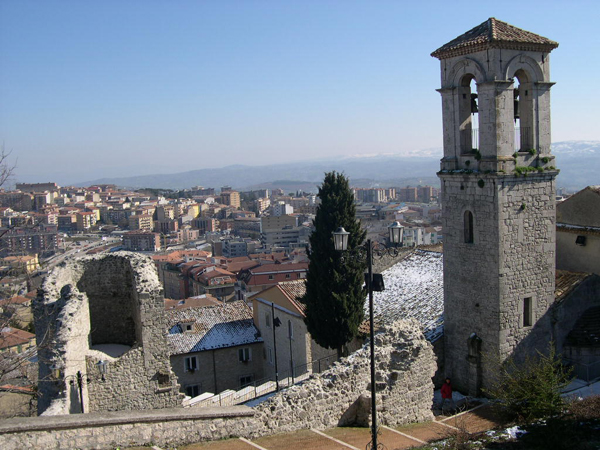
Panorama mit dem Glockenturm von S. Bartolomeo
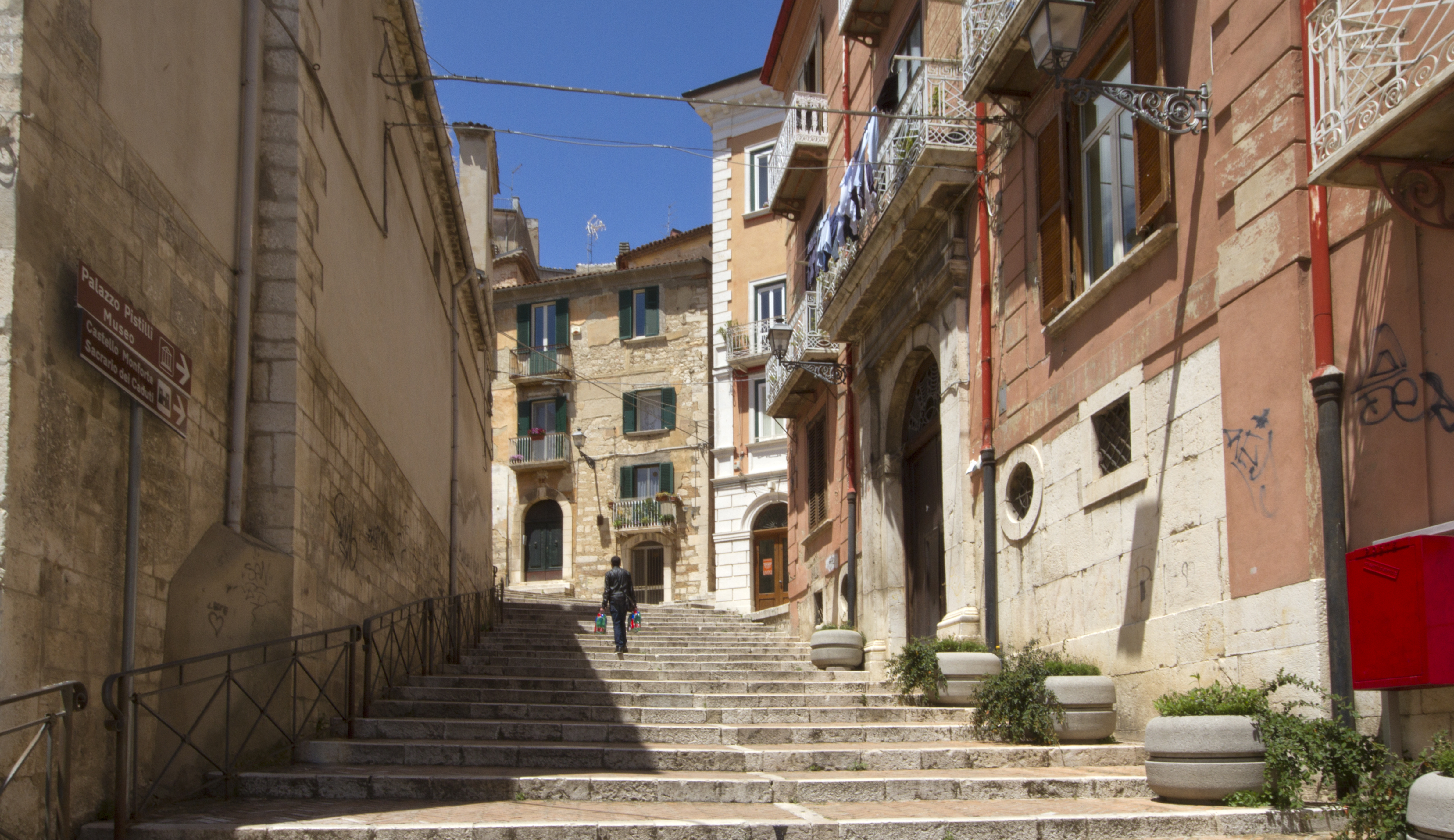
Altstadt
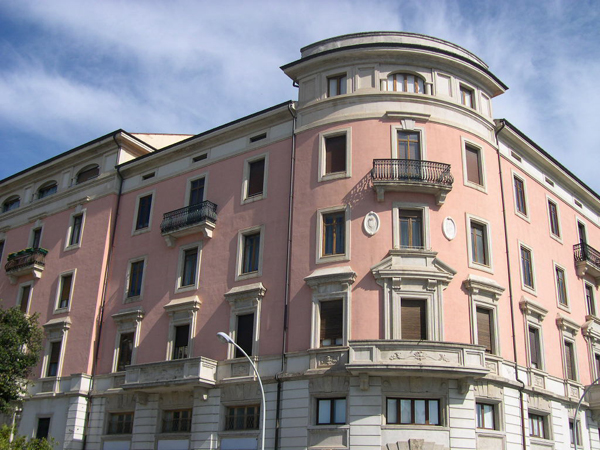
Palazzo del Centro Murattiano
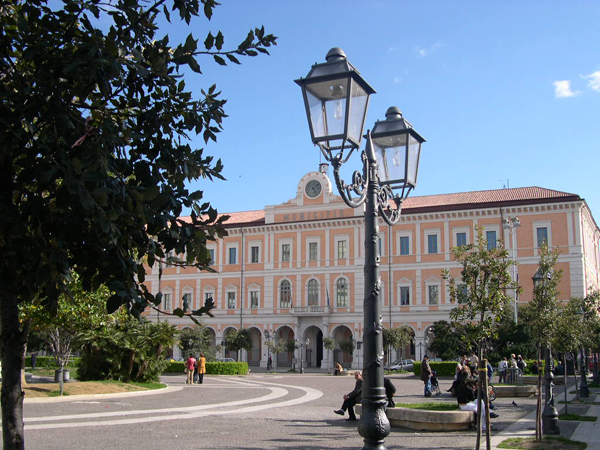
Palazzo Municipale
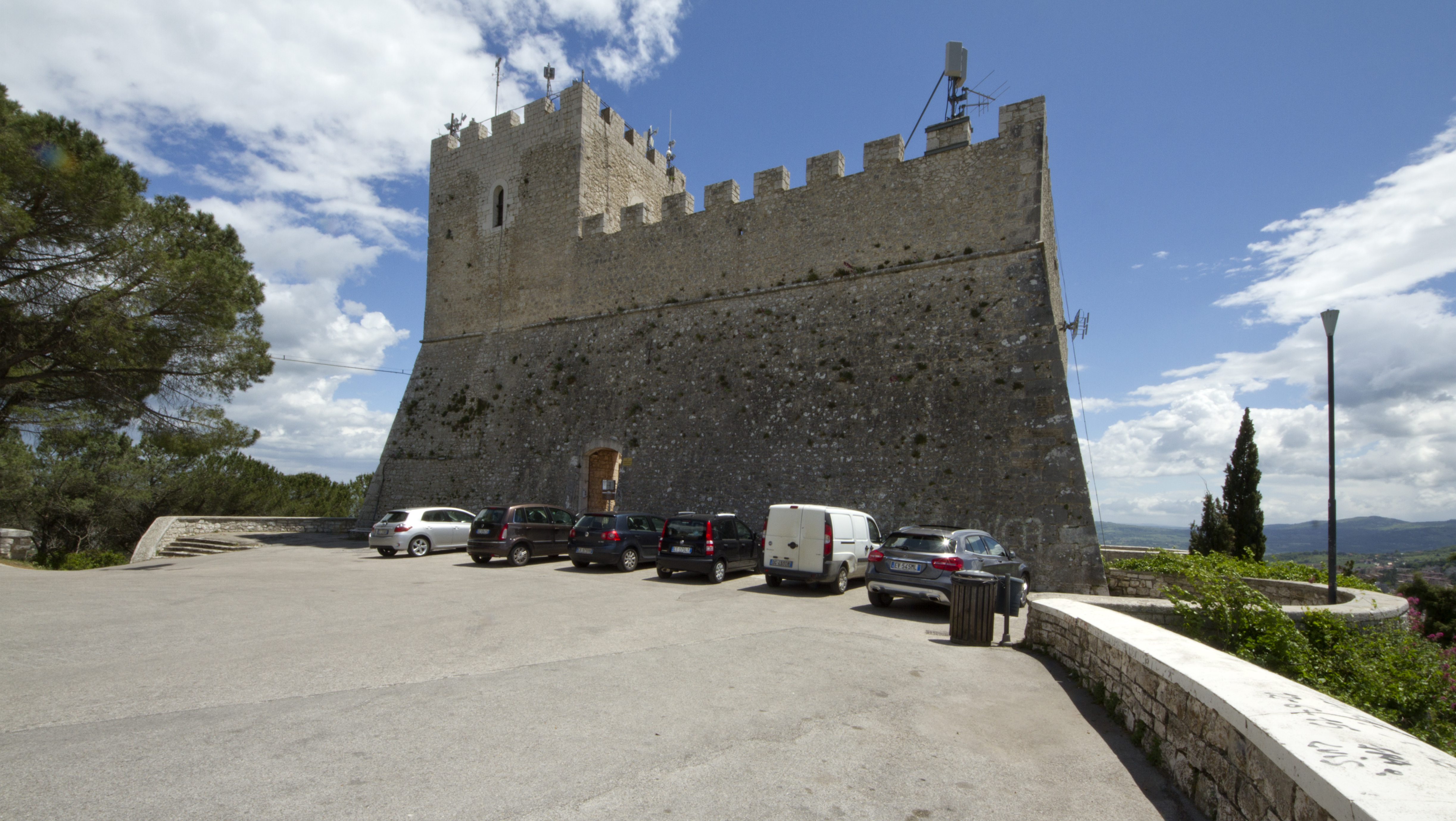
Castello Monforte
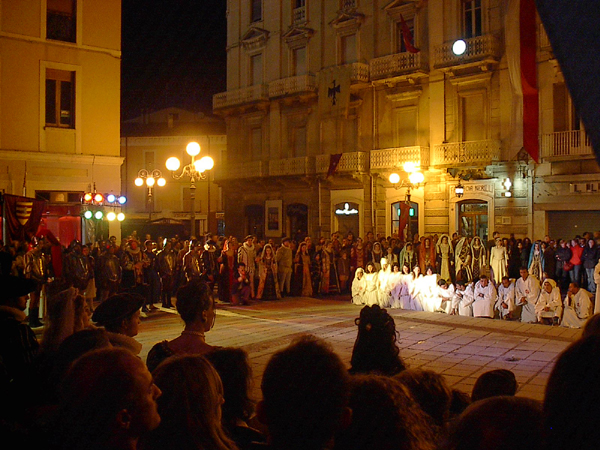
Historischer Aufzug
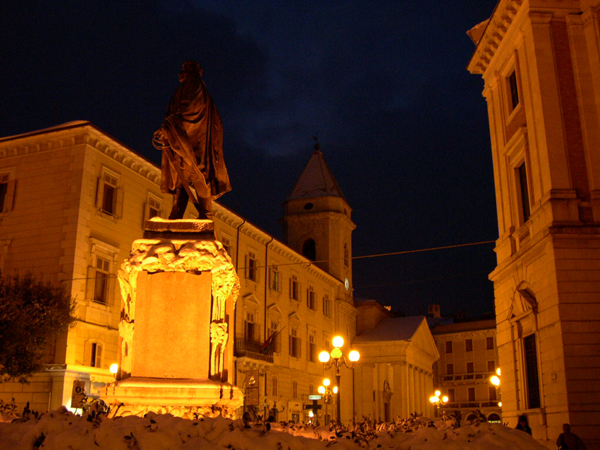
Piazza Prefettura
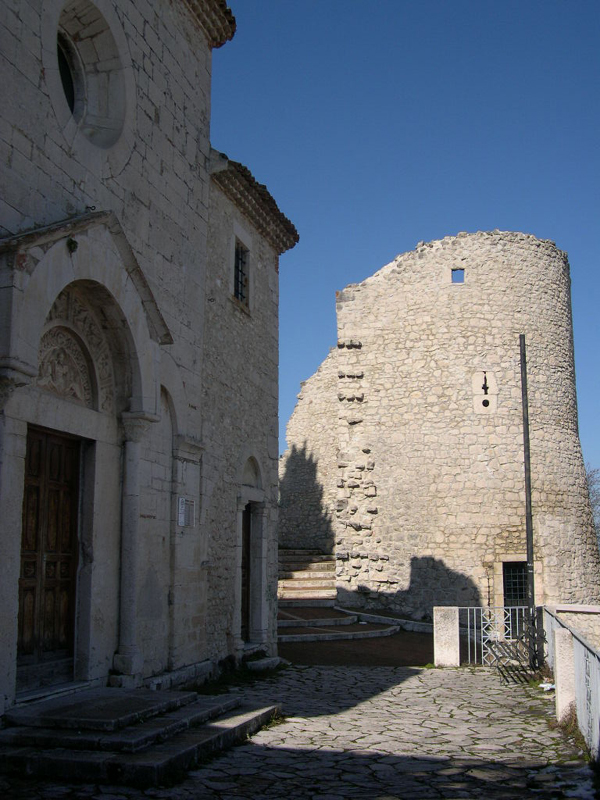
S. Bartolomeo
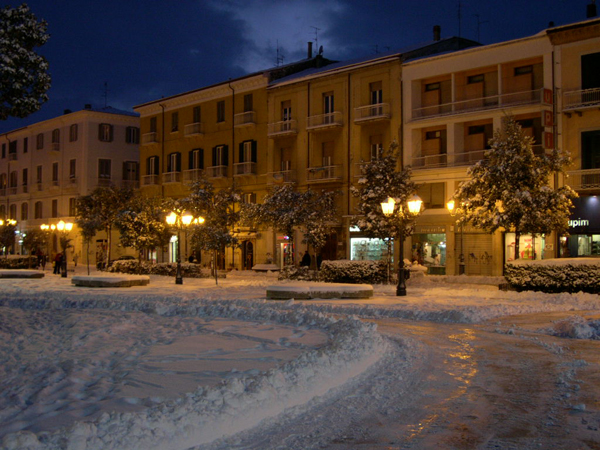
Stadtzentrum
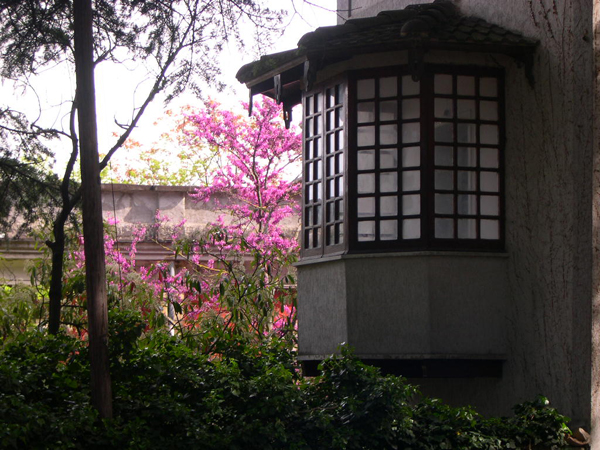
Villa de Capoa
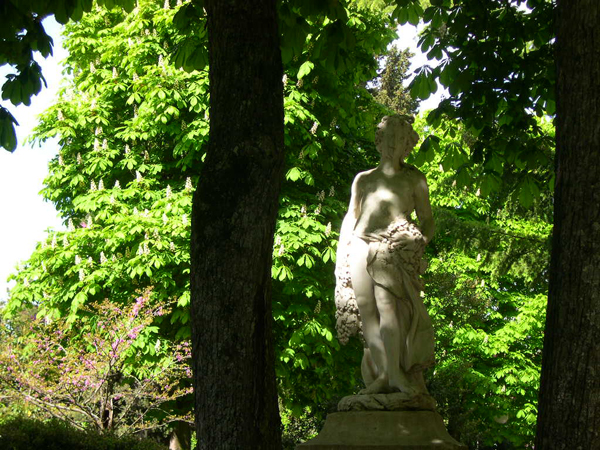
Parco di Villa de Capoa

## Klimatabelle
|                       | Jan  | Feb  | Mär  | Apr  | Mai  | Jun  | Jul  | Aug  | Sep  | Okt  | Nov  | Dez  |   |       |
| Mittl. Tagesmax. (°C) | 7,0  | 7,5  | 10,2 | 13,4 | 18,9 | 23,2 | 26,5 | 26,6 | 22,1 | 16,7 | 11,1 | 8,1  | ⌀ | 16    |
| Mittl. Tagesmin. (°C) | 1,6  | 1,4  | 3,2  | 5,8  | 10,6 | 14,1 | 17,0 | 17,2 | 13,8 | 9,9  | 5,4  | 2,9  | ⌀ | 8,6   |
|                       |      |      |      |      |      |      |      |      |      |      |      |      |   |       |
| Niederschlag (mm)     | 50,3 | 55,8 | 45,2 | 51,7 | 44,8 | 32,6 | 28,6 | 36,2 | 40,5 | 48,9 | 72,2 | 53,4 | Σ | 560,2 |
|                       |      |      |      |      |      |      |      |      |      |      |      |      |   |       |
| Regentage (d)         | 7,3  | 8,4  | 7,7  | 8,4  | 6,5  | 5,4  | 3,6  | 4,8  | 6,0  | 7,2  | 8,9  | 7,6  | Σ | 81,8  |

| 1,6 |

| 1,4 |

| 3,2 |

| 5,8 |

| 10,6 |

| 14,1 |

| 17,0 |

| 17,2 |

| 13,8 |

| 9,9 |

| 5,4 |

| 2,9 |

| 1,6 |

| 1,4 |

| 3,2 |

| 5,8 |

| 10,6 |

| 14,1 |

| 17,0 |

| 17,2 |

| 13,8 |

| 9,9 |

| 5,4 |

| 2,9 |